# مرد خائن (فیلم)
مرد خائن (به هندی: Yaar Gaddar) فیلمی محصول سال ۱۹۹۴ و به کارگردانی اومش مهرا است. در این فیلم بازیگرانی همچون میتون چاکرابورتی، سیف علی خان، سومی علی، پریم چوپرا، گلشن گروور، پانت ایثار، هیمانی شیوپوری، جانی لور ایفای نقش کرده‌اند.